# Sabah Benziadi
Sabah Benziadi (in arabo صباح بن زيادي‎?; Algeri, 9 marzo 1964) è una direttrice artistica, danzatrice e coreografa algerina con cittadinanza italiana.
Ha partecipato a diversi festival e eventi culturali come danzatrice orientale e coreografa, e come ospite in vari programmi televisivi; danzatrice e coreografa per il cantautore italiano Franco Battiato e per il cantante algerino Cheb Khaled.
È coordinatrice nazionale di danze orientali presso l'Accademia Nazionale Insegnanti Danza Sportiva (ANIDS), coordinatrice regionale di danze orientali presso la Federazione Italiana Danza Sportiva (FIDS), e giudice di gara di danza internazionale FIDS/CONI. È fondatrice e docente dell'Accademia di Danze Orientali a Palermo. Le specialità di danza insegnate includono danza d'Algeri (detta "raksat al Aasma") e danza hawzi, danza dei sette veli, danza del bastone, danza del candelabro e del vassoio, danza saadawi, danza di ouled naili, danza wahrani, danza di wad souf, danze orientali sperimentali, danza shelhi, danze siculo-arabe, danza arabo-andalusa, danza el handali, danza alawi, danze del karkabou, danza berbera, danza shawi, danza sahariana, danze tuareg, danze tradizionali del nord Africa.
Ha formato inoltre il gruppo di ballo El Kahina che nel 2014 ha ricevuto la targa di merito della Città di Bisceglie per lo spettacolo di teatro-danza sperimentale "El Jazeera El Ahlam..., l'isola sognata", proposto al festival "Dialogo di pace tra i popoli" al teatro Mediterraneo di Bisceglie, assieme alla sorella, maestra di ballo e attrice, Khadra Benziadi ed al percussionista algerino Khaled Ben Salah.
In concomitanza dell'anteprima a Palermo dello spettacolo "Il viaggio di Ibn Battuta (in Italia)" presentato inizialmente al MgirArti Film Fest, successivamente replicato in altri luoghi europei, è stata definita nel 2018 come unica donna araba «ad organizzare un festival di cinema sui migranti in Italia» e «direttrice artistica di un festival del cinema in Italia».

## Biografia

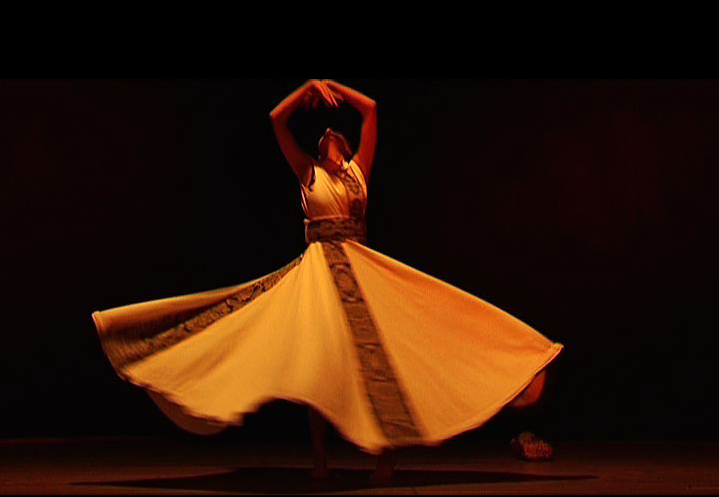
Sabah Benziadi in un'esibizione di danza sufi al Teatro Massimo di Palermo

### Danza e coreografia
Già all'età di 10 anni, inizia a coltivare la sua passione per la danza, ereditata dalla nonna (quest'ultima conoscitrice della danza ouled neil), esibendosi al Théâtre national algérien.
Nell'ambito della danza, Sabah Benziadi nasce come danzatrice orientale, per poi diventare insegnante di danza e coreografa di danze arabe, berbere e sperimentali. Le sue rappresentazioni sperimentali prendono inoltre ispirazione dai movimenti dell'ambiente e dalla natura, come il movimento delle onde e dell'aria. Per la grazia e la sensualità della sua danza, è stata paragonata alla ballerina araba Samia Gamal.

All'età di 24 anni inizia a viaggiare per l'Europa, trasferendosi successivamente in Italia, a Palermo. Qui crea il corpo di ballo "El Kahina" (dal nome della regina e condottiera berbera Kāhina, che guidò il popolo berbero contro l'invasione degli arabi nel Nord Africa del VII secolo). In questo periodo i suoi spettacoli si concentrano anche sul tema dell'ecologia, pur mantenendo riferimenti ai temi dell'immigrazione e dell'integrazione sociale; di questi spettacoli fa parte "La palma clandestina" (presentato al Festival di Segesta del 2010), ispirata all'infestazione del punteruolo rosso. Altri temi trattati nella sua danza sono quelli della desertificazione e la pace mondiale.

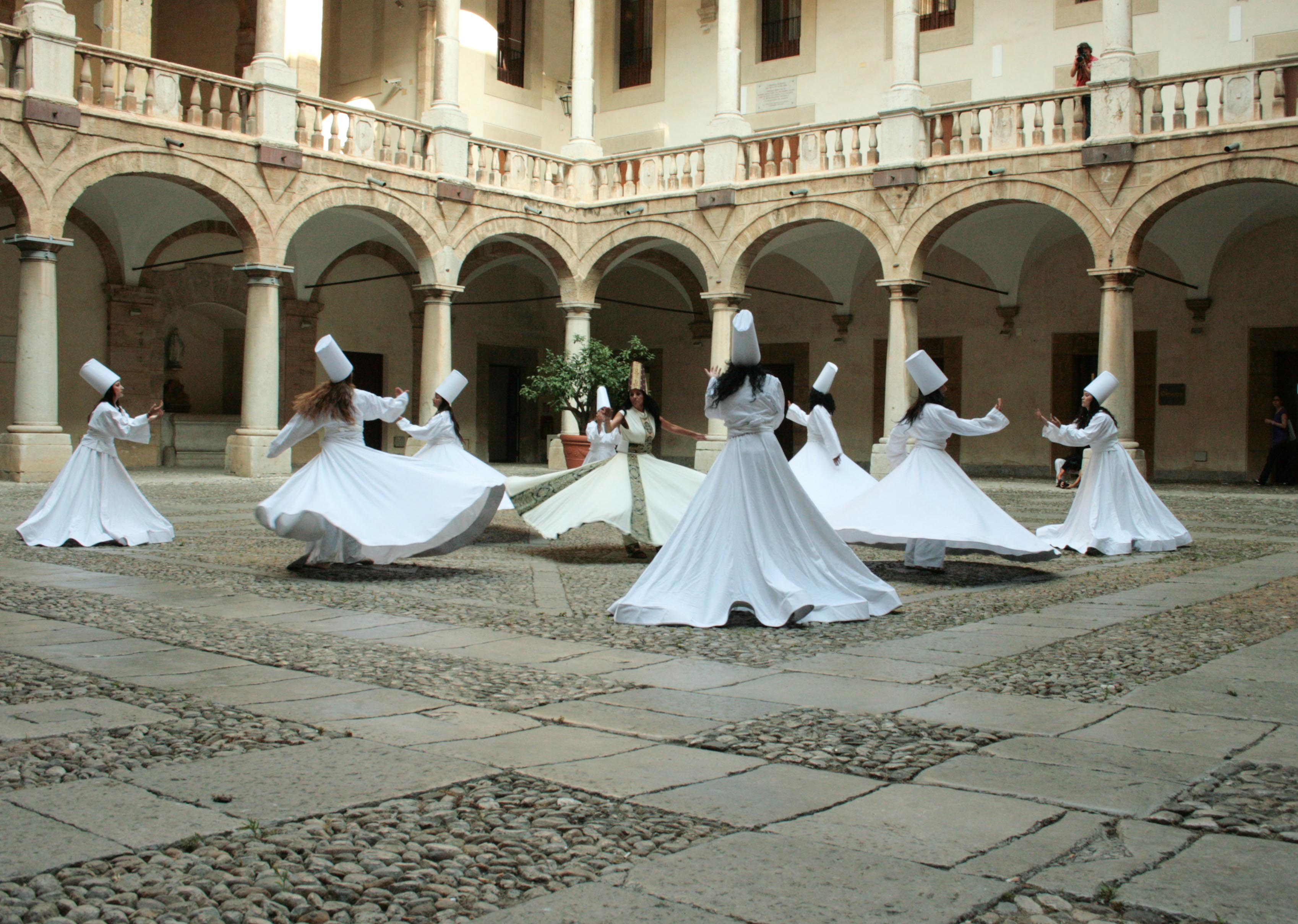
Spettacolo di Sabah Benziadi al Palazzo dei Normanni a Palermo.

Nel 1995 cura la coreografia dello spettacolo "Gli occhi del visitatore", messo in scena alla Biblioteca Comunale di Palermo per il progetto "Da Palermo a Balarm". Qualche anno dopo, appare in veste di danzatrice orientale alla XII rassegna internazionale del Festival del Mediterraneo.
Nel 2001, vedendola ballare a Pantelleria, in Sicilia, il cantautore Franco Battiato restò "ammaliato" dalla sua danza ed ebbe l'idea di inserirla nel suo successivo tour. Ha lavorato quindi come danzatrice e coreografa per Battiato durante il tour in Italia e in Spagna dell'album Ferro battuto, comparendo anche come danzatrice nel video ufficiale del brano inedito di Battiato "Torneremo ancora", edito nel 2019. Con le sue danze arabe ha aperto l'edizione del 2001 delle Orestiadi di Gibellina. Nello stesso anno, si è esibita in uno spettacolo di danza orientale al teatro Angioino di Mola di Bari.
Nel 2004 si esibisce nel suo spettacolo "Mille e un velo", nell'ambito di "TAOART 2004", al Teatro antico di Taormina, e nello spettacolo "Veli di Algeri" a Pordenone. Un anno dopo le sue danze sono eseguite durante l'inaugurazione del parco del castello La Zisa di Palermo, all'interno della rassegna teatrale Le mille e una notte, nell'ambito dell'evento Kals'Art, al quale si stima abbiano partecipato un numero tra 15 mila e 20 mila persone.
Lo spettacolo di Sabah Benziadi "Mille e sette veli" al Palazzo dei Normanni di Palermo e all'anfiteatro di Menfi (2006) utilizza diversi stili di danza (danza dei sette veli, danza della sabbia, danza del fuoco, danza della spada) per trattare il tema della multiculturalità e in particolare la fratellanza delle culture araba e siciliana, attraverso la figura di Federico II di Svevia.
Nel 2009 partecipa all'evento di apertura della Tonnara di Favignana e all'evento "Interculturalità e dialogo - storie, musiche e danze dei popoli di Palermo", presso la Facoltà di Lettere e Filosofia dell’Università degli Studi di Palermo, con un dialogo sulla seduzione e propiziazione nelle danze di nozze di Algeri e la rappresentazione dello spettacolo "Matrimonio ad Algeri" (eseguito con il corpo di ballo “El Kahina” e le allieve dell’Accademia di Danze Orientali di Palermo).
Nel 2011 si esibisce durante il Festival Taormina Arte con il suo corpo di ballo "El Kahina" nello spettacolo di danza sperimentale "Jazzirat El Ahlam" al Parco "Giovanni Colonna Duca di Cesarò" di Taormina. Lo spettacolo "Jazzirat El Ahlam" ha come tema l'integrazione culturale, in particolare tratta le radici arabe della Sicilia attraverso i testi del poeta siracusano del 1056 Ibn Hamdis. Lo spettacolo "Jazzirat El Ahlam" è nato dal gemellaggio con il Festival internazionale del Teatro di Casablanca e con il Festival internazionale del Teatro di Marrakesh ed è stato proposto per l'apertura di quattro festival internazionali: teatro Timgad in Algeria, di Casablanca, Marrakech e il Festival Internazionale di Amman in Giordania. Nello stesso anno è chiamata a partecipare al dialogo durante il convegno "Nei luoghi di confine" nel complesso dello Steri, presso l'Università degli studi di Palermo, chiudendo quindi la prima parte del convegno con il suo spettacolo "La Palma Clandestina".
Nel 2012 partecipa, guidando il suo gruppo di danza, all'apertura della XIII edizione del Festival internazionale di Volubilis della Musica Tradizionale Mondiale, che si tiene ad agosto nel sito archeologico dell'antica città di Volubilis (in arabo "Walilil", sito patrimonio mondiale UNESCO dal 1997), presso Meknès, in Marocco.
Nel 2013 partecipa al Festival di intercultura "Kantun Winka" di Mola di Bari con lo spettacolo "Allaoui", assieme al percussionista Khaled Bekir
Nel 2014 è responsabile del coordinamento artistico e coreografie di danza sperimentale al Teatro Massimo di Palermo nell'ambito del festival "TumìAmì, Grand Galà dell'Intercultura Solidale".
Nel 2015 e nel 2017 è stata giudice di gara al Gran Premio della Danza, a Cagliari.

### Direzione artistica
Nel 2017 è regista e coreografa dello spettacolo di danza sperimentale "Il viaggio di Ibn Battuta (in Italia)", in anteprima allo Spasimo di Palermo, vincitore del Bando MigrArti del MIBACT. In questo spettacolo, sul tema dell'immigrazione e basato sulla storia di Ibn Battuta, noto viaggiatore del mondo arabo, hanno partecipato anche bambini figli di immigrati residenti a Palermo; dall'intero lavoro, comprese le ricerche e le prove, Benziadi ha creato creato un documentario.
Nel 2018 è stata direttore artistico del Festival del cinema "MigrArti Film Fest" a Caltabellotta, evento dedicato al tema dell'immigrazione e dell'integrazione, vincitore del bando Migrarti 2018, sezione Cinema in Sicilia.

### Cinema
Nell'ambito cinematografico, nel 2008 Sabah Benziadi ha recitato una parte nel lungometraggio drammatico-sociale La terramadre.
Tra il 2010 e il 2016 ha svolto il ruolo di responsabile della sezione "Il cinema, lingua originale"/"Film dal mondo arabo" dello Sciacca Film Fest.
Nel 2014 è stata Giurata internazionale per il CICAE al CICAE Art Cinema Award per la migliore competizione della sezione Orizzonti del 71º Festival del Cinema di Venezia.
Nel 2024 ha svolto la regia, assieme a Enis Mulè, del documentario "Hawala", che racconta degli abusi, delle violenze e dei tradimenti subiti dai migranti in viaggio dall'Africa verso l'Italia. Le prime proiezioni del documentario si sono svolte in Italia e negli Emirati Arabi Uniti: al Sciacca Film Fest, al Castello Angioino di Mola di Bari, al Festival culturale delle Montagne 2024 Al Fujaira, e alla Fiera Internazionale del libro a Abu Dhabi. Nel 2025 il documentario "Hawala" partecipa al concorso nazionale "David di Donatello", assegnato dall'Accademia del Cinema Italiano.

## Attività sociopolitca
Sabah Benziadi è Presidente dell’Associazione culturale SABAH e dell'Associazione danze orientali internazionali.
Nel 2012 ha partecipato, in qualità di rappresentante delle associazioni degli immigrati, ad un dibattito promosso dalla direzione nazionale del Partito socialista italiano dal titolo "Immigrazione e cittadinanza: verso un paese inclusivo", tenuto presso il Palazzo dei Normanni di Palermo.
Nel 2021 partecipa come testimonial all'iniziativa di WWF Sicilia Area Mediterranea delle spiagge della località balneare di San Giorgio (Sciacca), a favore della tutela delle tartarughe marine e della vegetazione delle dune.

## Televisione
Sabah Benziadi è apparsa in varie trasmissioni televisive; la più rilevante in veste di danzatrice orientale accanto a Franco Battiato, nella trasmissione "Siamo tutti invitati" di Massimo Ranieri su Rai 1.
Nel 2020 assieme alla sorella Khadra e alle cugine Zahia e Fella partecipa al concorso di cucina televisivo Family Food Fight, trasmesso originariamente su Sky Uno e replicato successivamente su TV8, preparando ricette della cucina tradizionale algerina.

## Riconoscimenti
- Premio al merito al Festival di Babilonia in Iraq alla danzatrice Sabah Benziadi per la coreografia "Med my love"[2][3]
- 2018 –premio di merito come "ambasciatrice culturale degli Emirati Arabi Uniti e del mondo arabo in Italia" nell'evento Giornate Culturali di Fujairah, a Roma, nell’ambito dell'Anno di Zayed (celebrazione annuale del centenario della nascita dell'ultimo Sceicco Zayed bin Sultan Al Nahyan, padre fondatore degli Emirati Arabi Uniti[79]).[19][80]